# リチャード・ル・ゴズ
リチャード・ル・ゴズ（Richard le Goz, 1025年ごろ - 1082年ごろ）は、ノルマン貴族、アヴランシュ子爵。

## 生涯
祖先はヴァイキングであると考えられている。父は子爵トルステイン・ル・ゴズ（Turstenus, cognomento Guz Ansfridi Dani filius）で、1015年から1040年まで活躍したことが確認されている。祖父はデーン人アンスフロワ（Ansfridus Danus）とみられる。
ウィリアム征服王は1046年以前にリチャードにアヴランシュ子爵の位を与えた。C・ウォーレン・ホリスターによれば、リチャードがこの領地を受け取ったのは、ギヨーム・ゲルランクが1055-56年頃に失脚した後のことであるという。リチャードは当時、クルリーの領主であった可能性がある。また、1064年のブルターニュ公との戦争直後、ウィリアム征服王により建設されたサン＝ジャム＝ド＝ブーヴロン城もリチャードに与えられた。
いくつかの記録によると、リチャードは1066年のヘイスティングズの戦いでウィリアム征服王に従って戦った一人であった。ただしウィリアム征服王の艦隊に30隻の船を派遣した「子爵ヒュー」は、リチャードの幼い息子ヒューではない。
リチャードは1070年から1079年の間、ラウル・テッソンとフォントネー修道院との間の裁判に関与した。1076年頃、リチャードはロバート・バートラムに対する判決を言い渡した裁判官の一人であった。
リチャードは1082年頃に亡くなった。

## 結婚と子女
彼はエマという女性と結婚した。その身元は定かではないがおそらくは、エルリュアン・ド・コントヴィルとアルレット・ド・ファレーズの娘でモルタン伯ロベールおよびバイユー司教オドの姉妹、ウィリアム征服王の異父妹とみられている。夫妻の間には、以下の子女が生まれた。
- ヒュー（1047年頃 - 1101年） - 初代チェスター伯
- ヘリセンド - ウー伯ギヨーム2世と結婚
- ギルバート - マルセ領主[6]
- モード（マティルダ） - ベッサン子爵ラヌルフと結婚
- ジュディス - エーグル領主リシャール・ド・レーグルと結婚[7]